# گوزن قرمز آسیای مرکزی
گوزن قرمز آسیای مرکزی (نام علمی: Cervus hanglu)، که همچنین به عنوان گوزن قرمز تاریم شناخته می‌شود، یک گونه گوزن بومی آسیای مرکزی است، جایی که در گذشته به‌طور گسترده در آنجا پراکنده بود، اما امروزه با واحدهای جمعیتی کوچک در چندین کشور پراکنده شده است. از سال ۲۰۱۷ به عنوان کمترین نگرانی در فهرست سرخ آی‌یوسی‌ان ثبت شده است. نخستین بار در میانهٔ سدهٔ ۱۹ توصیف شد.
خز گوزن قرمز آسیای مرکزی به رنگ زنجبیلی روشن است.